# Леспезь (Вранча)
Леспезь, Леспезі (рум. Lespezi) — село у повіті Вранча в Румунії. Входить до складу комуни Хомоча.
Село розташоване на відстані 211 км на північний схід від Бухареста, 51 км на північ від Фокшан, 113 км на південь від Ясс, 102 км на північний захід від Галаца, 138 км на північний схід від Брашова.

## Населення
За даними перепису населення 2002 року у селі проживала 1261 особа, усі — румуни. Усі жителі села рідною мовою назвали румунську.